# Eric Krol
Pour les articles homonymes, voir Krol.
Eric Krol (né à Beloeil, Belgique, le 19 janvier 1963) est un ancien champion belge de patinage artistique et journaliste à la RTBF.

## Biographie

### Carrière sportive
De 1978 à 1982, Eric Krol est champion de Belgique de patinage artistique. Il reçoit la médaille d’or de la Fédération royale belge de patinage. Il participe aux championnats du monde juniors en 1979, puis aux championnats du monde seniors de 1980 à 1982.

### Reconversion
En 1986, Eric Krol devient consultant à la Radio-télévision belge de la Communauté française. En 1988, il est engagé comme journaliste sportif. Il présente également l'émission de divertissement Le Moment de vérité. Il produit l’Open de l’île Maurice de golf pour Eurosport et l’émission de golf Parcours.
En 2001, Krol prend sa retraite de la télévision et il s'installe en Suisse l'année suivante : il y dirige une école de ski.

## Palmarès
| Compétitions principales      | 1978 | 1979 | 1980 | 1981 | 1982 |  |  |  |  |  |  |  |  |  |
| Jeux olympiques d'hiver       |      |      |      |      |      |  |  |  |  |  |  |  |  |  |
| Championnats du monde         |      |      | 20e  |      | 28e  |  |  |  |  |  |  |  |  |  |
| Championnats d’Europe         |      |      | 17e  |      | 22e  |  |  |  |  |  |  |  |  |  |
| Championnats du monde juniors | 15e  | 18e  |      |      |      |  |  |  |  |  |  |  |  |  |
|                               |      |      |      |      |      |  |  |  |  |  |  |  |  |  |